# HandBrake
HandBrake is een gratis en opensource transcoder voor digitale videobestanden die in 2003 werd ontwikkeld door Eric Petit. De software wordt gebruikt om films en videobestanden te transcoderen naar een eenvoudiger te archiveren formaat.
HandBrake is beschikbaar voor Linux, macOS en Windows.

## Geschiedenis
Het HandBrake-project startte in 2003 met oprichter Eric Petit. Hij bleef tot april 2003 de belangrijkste ontwikkelaar, daarna verdween hij zonder enige uitleg uit het project.
Begin september 2006 lanceerden ontwikkelaars Rodney Hester en Chris Long de eerste stabiele versie van HandBrake, en de software wordt regelmatiger bijgewerkt.
Op 26 januari 2007 besloot Rodney Hester om een nieuw project met de naam MediaFork te creëren op basis van HandBrake. Na het vertrek van Petit hadden de ontwikkelaars geen volledige toegang meer tot zijn project. Een maand later op 13 februari dook Petit weer op en ondersteunde het MediaFork-team in hun werk. MediaFork werd hernoemd naar HandBrake.
Op 24 december 2016, na meer dan 13 jaar van ontwikkeling, kwam versie 1.0.0 uit.

## Uitleg
Handbrake transcodeert video en audio uit vrijwel elke bron naar een modern formaat, maar verwijdert niet een eventueel aanwezige kopieerbeveiliging. In tegenstelling tot dvd ondersteunt HandBrake geen directe transcodering van blu-rayschijven. Echter, wanneer de DRM-beveiliging wordt verwijderd is dit wel mogelijk.